# Премія Блакитна Планета
Премія Блакитна Планета (англ. Blue Planet Prize) — японська нагорода «за значний внесок у розв'язання глобальних проблем довкілля». Одна з трьох найбільших японських премій, разом з премією Кіото і премією Японії. Засновано в 1992 році у зв'язку з проведенням конференції Організації Об'єднаних Націй по довкіллю і розвитку в червні 1992 року в Ріо-де-Жанейро (Саміт Землі). Її щорічно присуджує фонд компанії Asahi Glass. Як правило, нагороджуються два лауреати, одним з яких може бути організація. Грошова частина премії — 50 млн ієн (понад 400 тис. доларів США) на кожну з двох категорій.

## Лауреати
- 1992 Syukuro Manabe і International Institute for Environment and Development
- 1993 Charles Keeling і Міжнародний союз охорони природи
- 1994 Eugen Seibold і Лестер Браун[en]
- 1995 Maurice F. Strong і Берт Болін
- 1996 Wallace S. Broecker і MS Swaminathan Research Foundation
- 1997 Джеймс Лавлок і Міжнародне товариство збереження природи
- 1998 Будико Михайло Іванович і Девід Брауер
- 1999 Пол Ерліх і Qu Geping
- 2000 Theo Colborn і Karl — Henrik Robèrt
- 2001 Lord May of Oxford і Norman Myers
- 2002 Harold A. Mooney і Gustave Speth
- 2003 Gene E. Likens / F. Herbert Bormann і Vo Quy
- 2004 Сьюзен Соломон і Гру Харлем Брунтланн
- 2005 Nicholas Shackleton і Gordon H. Sato
- 2006 Akira Miyawaki і Emil Salim
- 2007 Joseph L. Sax і Ловинс, Эмори
- 2008 Claude Lorius і José Goldemberg
- 2009 Удзава Хірофумі[en] і Lord Stern of Brentford
- 2010 Джеймс Гансен і Robert Watson
- 2011 Джейн Любченко і Barefoot College
- 2012 William E. Rees / Mathis Wackernagel і Thomas E. Lovejoy
- 2013 Taroh Matsuno і Daniel Sperling
- 2014 Герман Дейлі і Деніел Хант Дженсен[en] / Instituto Nacional de Biodiversidad (INBio)
- 2015 Парта Дасгупта[en] і Джеффрі Сакс

## Ресурси Інтернету
- Список лауреатів